# Coryphaena
Famille
Genre
Les coryphènes, dorades coryphènes ou dorades tropicales (Coryphaena) forment le seul genre de poissons de la famille des Coryphaenidae. Ils sont aussi connus sous les noms hawaiien de mahi-mahi (« fort-fort »), ou encore de « poisson-dauphin » ou de « dorade-dauphin » par traduction du nom vernaculaire anglais dolphin-fish ou dolphin dorado. Les coryphènes sont connus pour l'extrême rapidité de leur nage : leur méthode de chasse des poissons volants consiste à les faire s'envoler puis à anticiper leur trajectoire pour les "gober" au moment de leur amerrissage. Ces poissons pouvant dépasser dix kilos sont réputés pour leur chair savoureuse.

## Espèces
Selon World Register of Marine Species (24 avril 2022) :
- Coryphaena equiselis Linnaeus, 1758
- Coryphaena hippurus Linnaeus, 1758

## Galerie

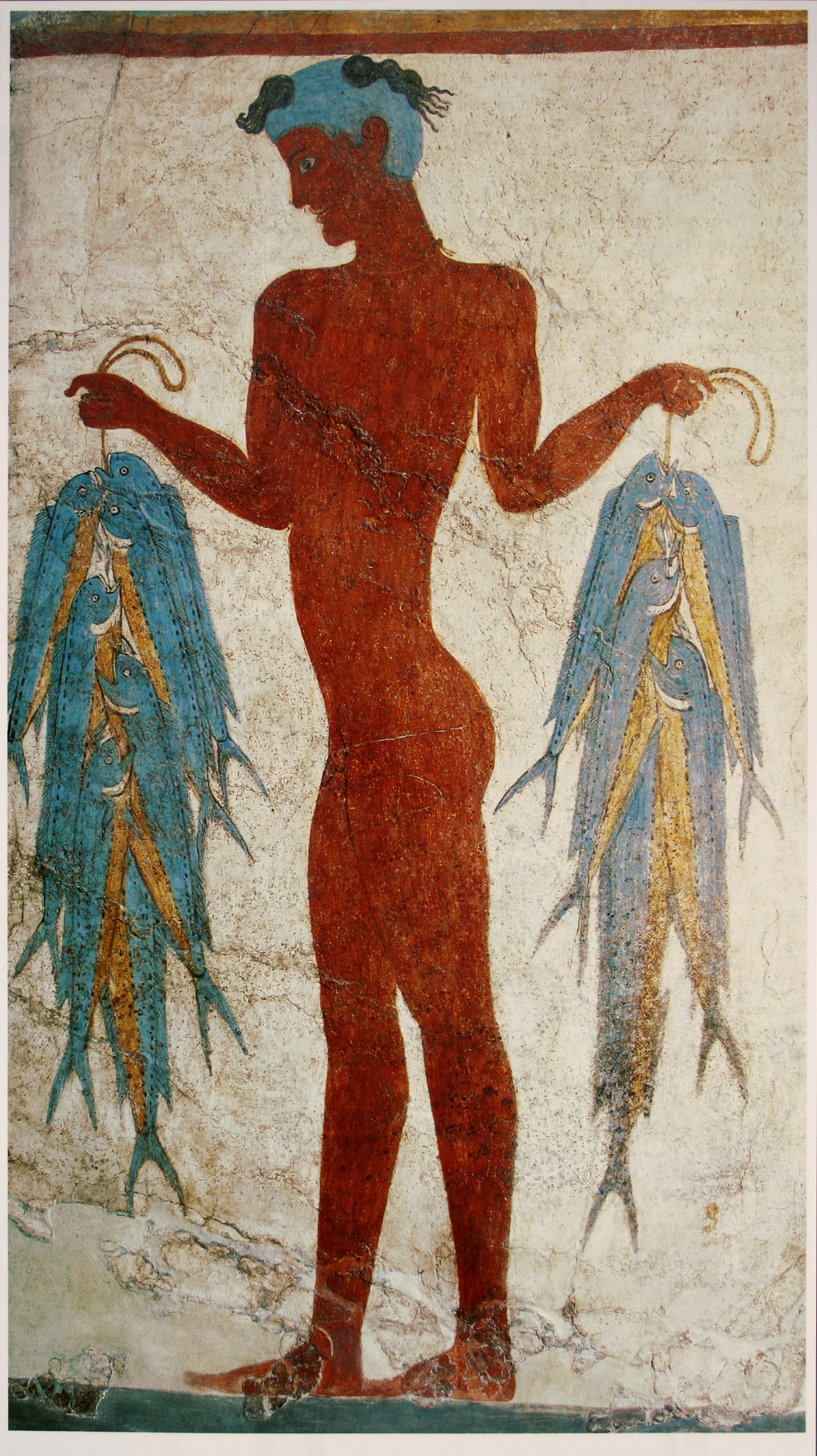
Le pêcheur aux coryphènes d'Akrotiri (Grèce)
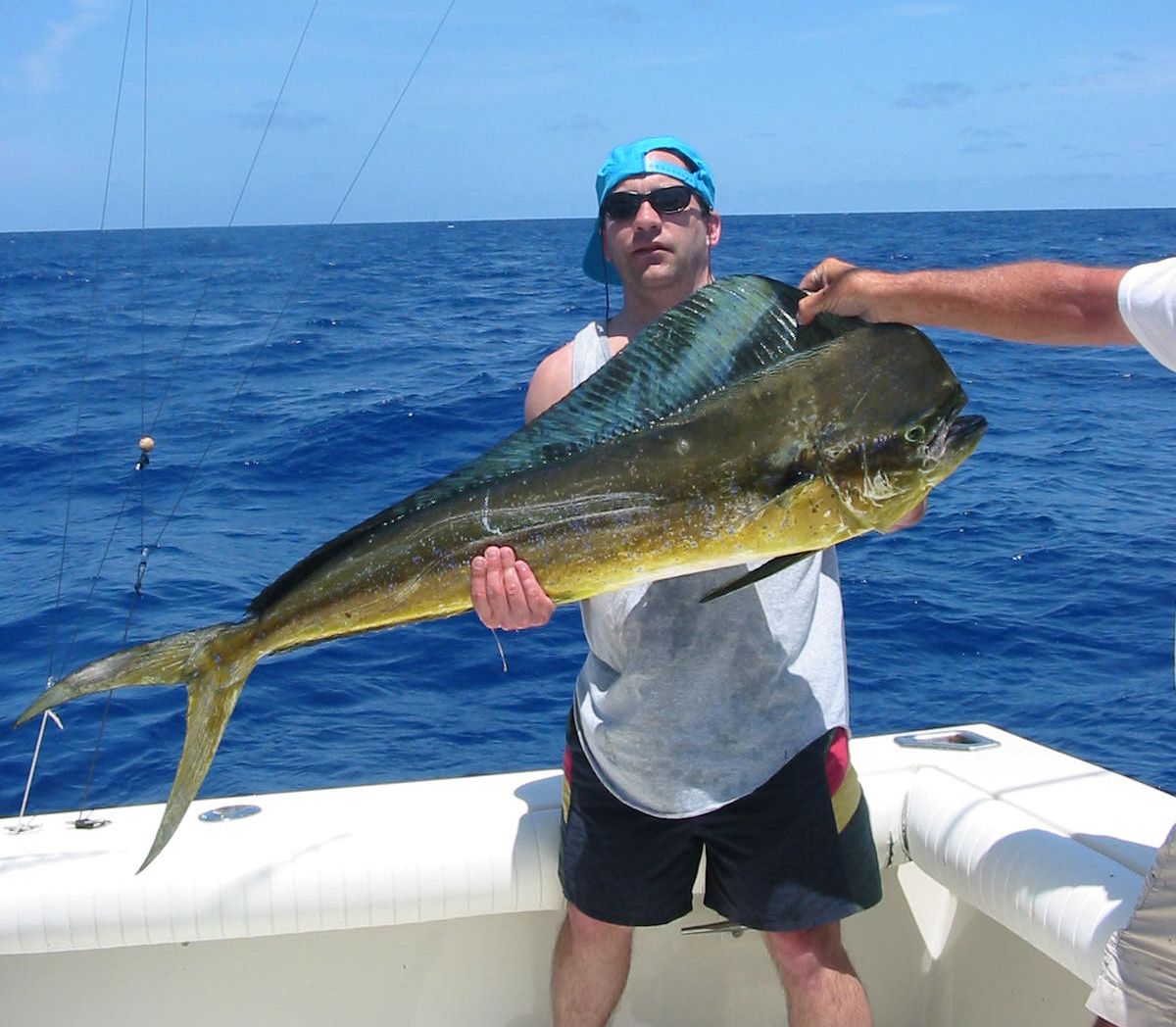
Coryphaena hippurus pris par pêche sportive
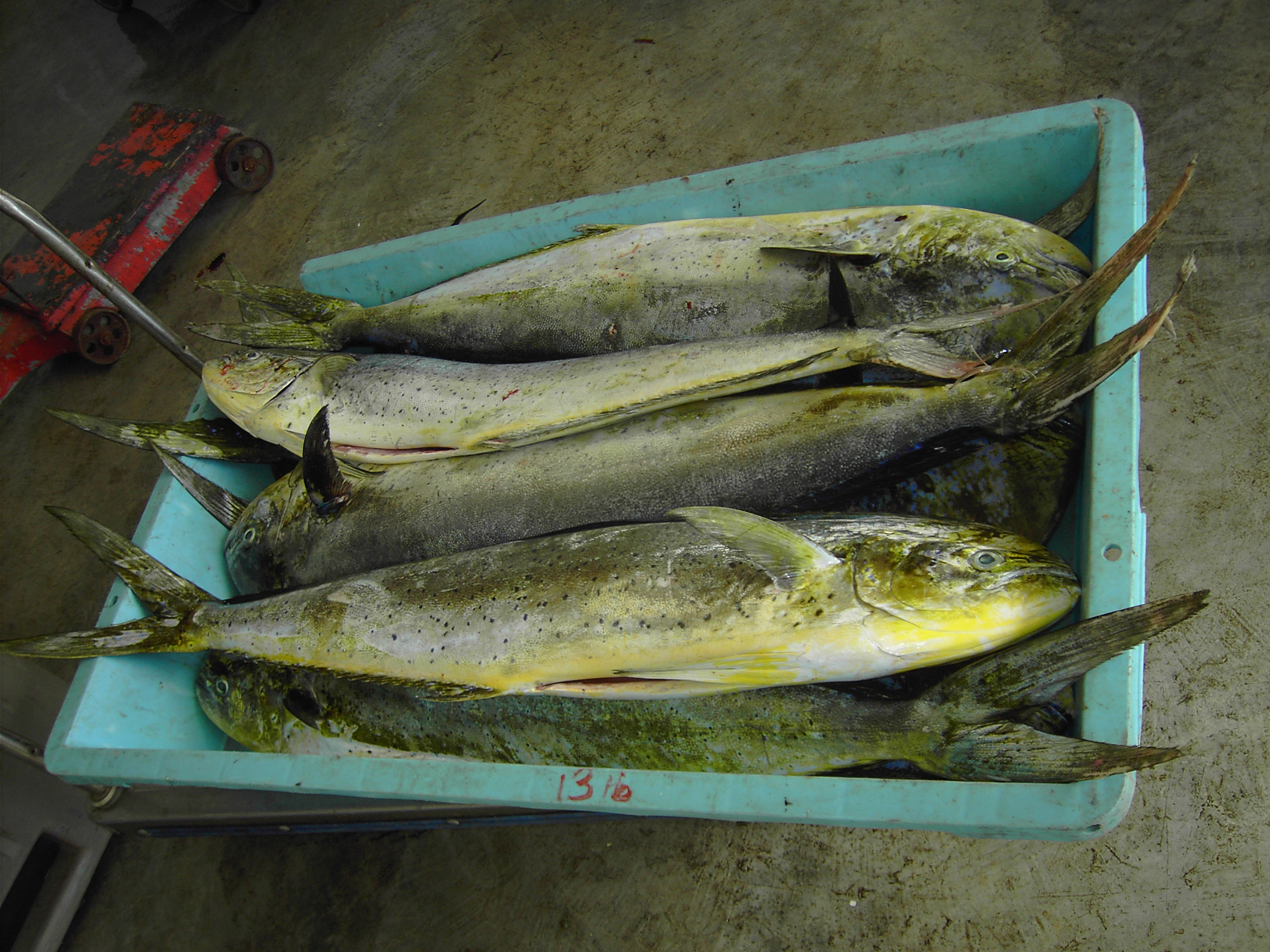
Coryphènes à la criée de Marigot (Dominique)
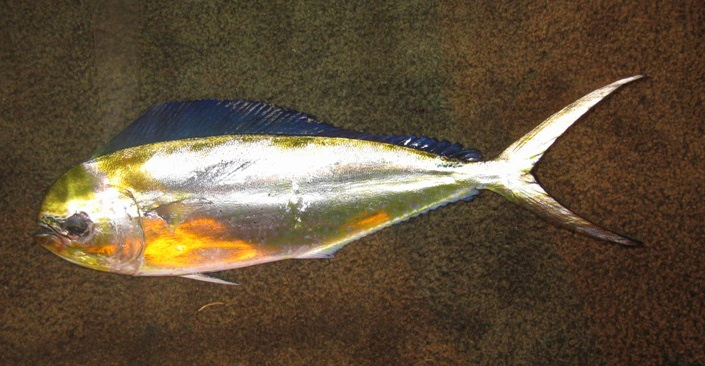
Coryphaena equiselis
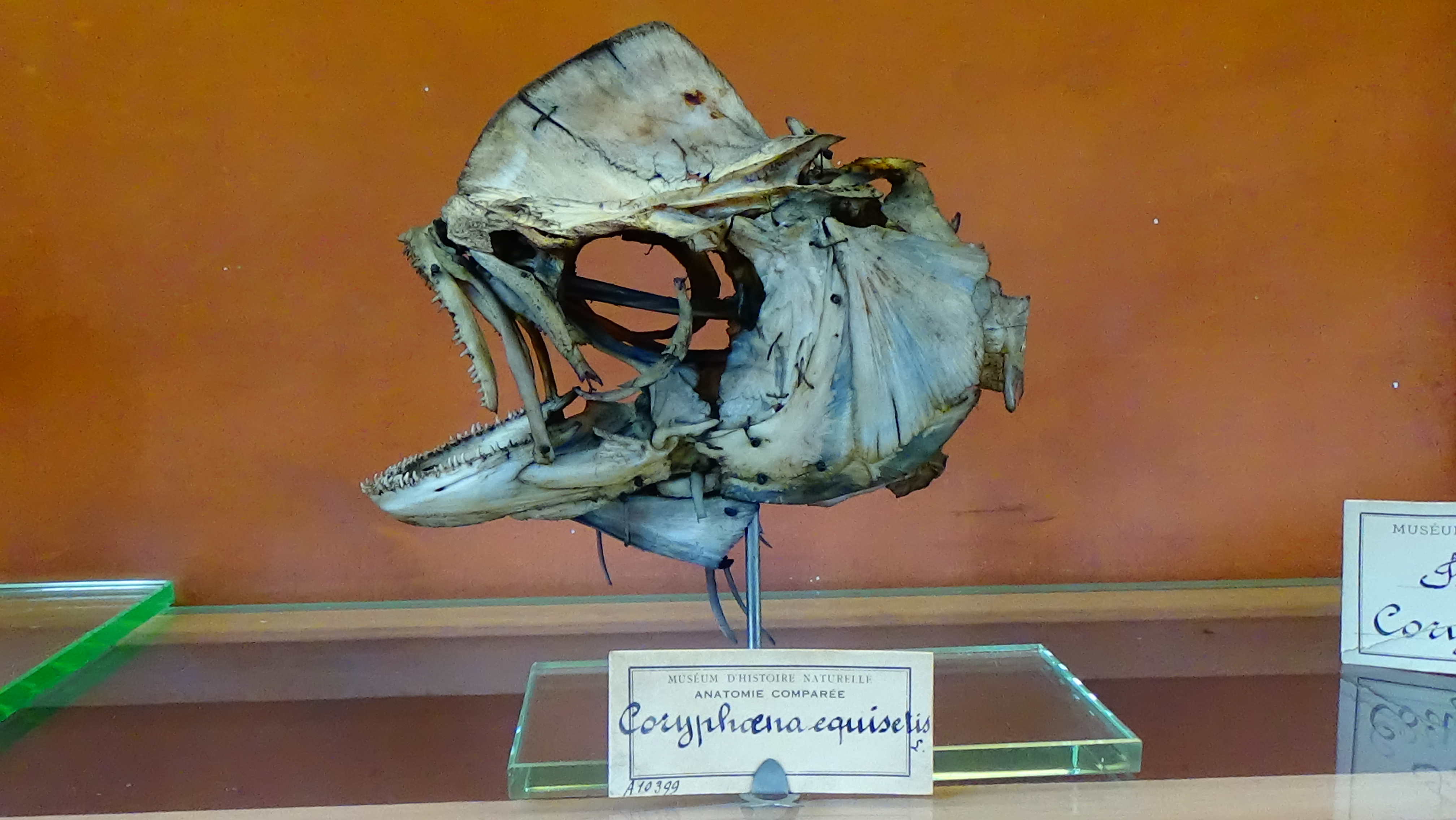
Os de la tête de Coryphaena equiselis au Muséum national d'histoire naturelle de Paris